# Marie Gudme Leth
Marie Gudme Leth, född 5 oktober 1895 i Århus, död 17 december 1997 i Frederiksberg, var en dansk textilkonstnär.
Marie Gudme Leth var dotter till ingenjören Herman Peter Søren Lassen Gudme (1861–1937) och Marie Elisabeth Fabricius (1868–1937). Hon utbildade sig på teknisk skola i Århus, från 18-åldern på Tegne- og Kunstindustriskolen for Kvinder i Köpenhamn samt under ett par terminer på Kunstakademiet i Köpenhamn. Hon studerade också senare 1930 textiltryck på Kunstgewerbeschule i Frankfurt am Main.  
Mellan 1931 och 1948 förestod hon den textila avdelningen på Kunsthaandværkerskolen i Köpenhamn. År 1935 grundade hon textilverkstaden Dansk Kattuntrykkeri för att producera billiga och högkvalitativa screentryck, vilken avsatte en stor del av produktionen till BO, senare Illums Bolighus. Hon var konstnärlig ledare för Dansk Kattuntryk till 1940, då hon hamnade i konflikt med företaget. Hon öppnade därefter 1941 en egen verkstad för liknande tygtryck i handtryck, vilken var i drift till 1963.
Hon betraktas som en pionjär i danskt textiltryck. Hennes livsverk är upptaget i Danmarks kulturkanon. Hennes mönster hade oftast blomster- och djurmotiv, ibland orientaliskt inspirerade, och från omkring 1950 geometriskt präglade mönster.
Hon var gift med stadsbyggmästaren August Sigfred Jens Høyer Leth (1897–1990).